# Moema (Gattung)
Moema ist eine Gattung der Saisonfische aus der Familie Rivulidae und gehört zur Gruppe der Eierlegenden Zahnkarpfen. Die Arten dieser Gattung bewohnen temporäre Gewässer im Amazonasbecken und im nördlichen Pantanal.

## Merkmale
Die Gattung Moema unterscheidet sich morphologisch durch die einzigartige Form des Kiemendeckels, dessen hinterer unterer Teil erweitert ist und dessen oberer Teil deutlich länger ist als der untere Teil, sowie durch schmal zulaufende Brustflossen.

## Arten
Die Gattung Moema umfasst folgende 23 Arten:
- Moema apurinan Costa, 2004
- Moema beltramonorum Valdesalici, 2023
- Moema beucheyi Valdesalici, Nielsen & Pillet, 2015
- Moema boticarioi (Costa, 2004)
- Moema claudiae (Costa, 2003)
- Moema funkneri Valdesalici, 2019
- Moema hellneri Costa, 2003
- Moema heterostigma Costa, 2003
- Moema humaita Nielsen, Hoetmer & Vandekerckhove, 2025
- Moema juanderibaensis Drawert, 2022
- Moema kenwoodi Valdesalici, 2016
- Moema manuensis (Costa, 2003)
- Moema nudifrontata Costa, 2003
- Moema obliqua (Costa, Sarmiento & Barrera, 1996)
- Moema pepotei Costa, 1993
- Moema peruensis (Myers, 1954)
- Moema piriana Costa, 1989
- Moema portugali Costa, 1989
- Moema quiii Huber, 2003
- Moema rubrocaudata (Seegers, 1984)
- Moema schleseri (Costa, 2003)
- Moema staecki (Seegers, 1987)
- Moema wischmanni (Seegers, 1983)